# 北海道道777号川崎三の原線
北海道道777号川崎三の原線（ほっかいどうどう777ごう かわさきさんのはらせん）は、北海道虻田郡真狩村と留寿都村を結ぶ一般道道（北海道道）である。

## 概要

### 路線データ
- 起点：北海道虻田郡真狩村字川崎（北海道道97号豊浦京極線交点）
- 終点：北海道虻田郡留寿都村字三ノ原（国道230号交点）
- 総延長：8.218 km
- 実延長：7.948 km
- 重用延長：0.270 km

### 道路管理者
- 後志総合振興局 小樽建設管理部 真狩出張所

## 歴史
- 1972年（昭和47年）3月31日 - 路線認定[1]。

## 路線状況

### 重複区間
- 北海道道230号三ノ原ニセコ線（留寿都村字三ノ原 - 留寿都村字三ノ原〔終点〕）

## 地理

### 通過する自治体
- 後志総合振興局
  - 虻田郡真狩村
  - 虻田郡留寿都村

### 交差する道路
真狩村
- 北海道道97号豊浦京極線 - 字川崎（起点）

留寿都村
- 北海道道230号三ノ原ニセコ線 - 字三ノ原（終点、重複）
- 国道230号 - 字三ノ原（終点）